# Amata gelatina
Amata gelatina är en fjärilsart som beskrevs av George Francis Hampson 1890. Amata gelatina ingår i släktet Amata och familjen björnspinnare. Inga underarter finns listade i Catalogue of Life.